# 3-ヒドロキシピメロイルCoAデヒドロゲナーゼ
3-ヒドロキシピメロイルCoAデヒドロゲナーゼ（3-hydroxypimeloyl-CoA dehydrogenase）は、次の化学反応を触媒する酸化還元酵素である。
3-ヒドロキシピメロイルCoA + NAD+ {\displaystyle \rightleftharpoons } 3-オキソピメロイルCoA + NADH + H+
すなわち、この酵素の基質は3-ヒドロキシピメロイルCoAとNAD+、生成物は3-オキソピメロイルCoAとNADHとH+である。
組織名は3-hydroxypimeloyl-CoA:NAD+ oxidoreductaseである。